# Spathius
Spathius is een geslacht van vliesvleugeligen uit de familie van de schildwespen (Braconidae).

## Soorten
- Spathius acclivis Shi & Chen, 2004
- Spathius aeolus Nixon, 1943
- Spathius aethis Chen & Shi, 2004
- Spathius agrili Yang, 2005
- Spathius aichiensis Belokobylskij & Maeto, 2009
- Spathius alahamatus Long & Belokobylskij, 2011
- Spathius albiventris Szepligeti, 1905
- Spathius albocoxus Marsh, 2002
- Spathius albuginosus Chen & Shi, 2004
- Spathius alcine Nixon, 1943
- Spathius alevtinae Belokobylskij & Maeto, 2009
- Spathius alexandri Belokobylskij, 1989
- Spathius alternecoloratus Chao, 1978
- Spathius alutacius Shi & Chen, 2004
- Spathius amabilis Chao, 1957
- Spathius amoenus Belokobylskij, 1998
- Spathius anervis Belokobylskij, 1995
- Spathius angustifemur Belokobylskij & Maeto, 2009
- Spathius angustus Shi & Chen, 2004
- Spathius annuliventris (Enderlein, 1912)
- Spathius anomalosis Chen & Shi, 2004
- Spathius antennalis Szepligeti, 1905
- Spathius antisthenes Nixon, 1943
- Spathius anytus Nixon, 1943
- Spathius aphareus Nixon, 1943
- Spathius apicalis (Westwood, 1882)
- Spathius apidanus Nixon, 1943
- Spathius apotanus Wilkinson, 1931
- Spathius applanatus Chen & Shi, 2004
- Spathius araeceri Nixon, 1943
- Spathius arcesius Nixon, 1943
- Spathius arcuatus Shi & Chen, 2004
- Spathius ares Nixon, 1943
- Spathius aristaeus Nixon, 1943
- Spathius artabazus Nixon, 1943
- Spathius asander Nixon, 1943
- Spathius asanderoides Belokobylskij & Maeto, 2008
- Spathius asclepiades Nixon, 1943
- Spathius aspersus Chao, 1978
- Spathius aspratilis Chen & Shi, 2004
- Spathius athesis Nixon, 1943
- Spathius baiun Belokobylskij, 1998
- Spathius beatus Chao, 1957
- Spathius bekilyensis Granger, 1949
- Spathius belisareus Nixon, 1943
- Spathius bellus Chao, 1957
- Spathius berlandi Nixon, 1943
- Spathius betremi Nixon, 1943
- Spathius bion Nixon, 1943
- Spathius blandus Chen & Shi, 2004
- Spathius brachyurus Ashmead, 1893
- Spathius brevicaudis Ratzeburg, 1844
- Spathius brevicornis Shi & Chen, 2004
- Spathius brevipalpus Matthews, 1970
- Spathius brevithorax Belokobylskij & Maeto, 2009
- Spathius briareus Nixon, 1943
- Spathius bruesi Wilkinson, 1931
- Spathius bruesioides Nixon, 1943
- Spathius brunneus Ashmead, 1893
- Spathius buonluoicus Belokobylskij, 1995
- Spathius busirios Nixon, 1943
- Spathius caenius Nixon, 1943
- Spathius caicus Nixon, 1943
- Spathius calacte Nixon, 1943
- Spathius calligaster Matthews, 1970
- Spathius canariensis Hedqvist, 1976
- Spathius capaneus Nixon, 1943
- Spathius capillaris Shi & Chen, 2004
- Spathius capys Nixon, 1943
- Spathius carina Shi & Chen, 2004
- Spathius carinus Nixon, 1943
- Spathius carterus Chen & Shi, 2004
- Spathius carus Nixon, 1943
- Spathius casius Nixon, 1943
- Spathius cassidorus Nixon, 1943
- Spathius caudatus Szepligeti, 1913
- Spathius cavillator Wilkinson, 1931
- Spathius cavus Belokobylskij, 1998
- Spathius cephisus Nixon, 1943
- Spathius ceto Nixon, 1943
- Spathius changbaishanensis Chen & Shi, 2004
- Spathius chaoi Shi, 2004
- Spathius cheops Nixon, 1943
- Spathius chersonesus Nixon, 1943
- Spathius chichijimus Belokobylskij & Maeto, 2008
- Spathius chrysippus Nixon, 1943
- Spathius chrysogonus Nixon, 1943
- Spathius chunliuae Chao, 1957
- Spathius clavifemur Belokobylskij, 1998
- Spathius cleomenes Nixon, 1943
- Spathius collarti (Benoit, 1949)
- Spathius colophon Nixon, 1943
- Spathius comes Matthews, 1970
- Spathius convexitemporalis Belokobylskij, 1996
- Spathius critolaus Nixon, 1939
- Spathius crossospila Chao, 1977
- Spathius cursor Wilkinson, 1931
- Spathius curvicaudis Ratzeburg, 1844
- Spathius cyclops Nixon, 1943
- Spathius cydippe Nixon, 1943
- Spathius cyparissus Nixon, 1943
- Spathius daedalus Nixon, 1943
- Spathius decebalus Nixon, 1943
- Spathius delicatus Nixon, 1943
- Spathius dentatus Telenga, 1941
- Spathius deplanatus Chao, 1978
- Spathius depressithorax Belokobylskij, 1998
- Spathius dido Nixon, 1943
- Spathius diphylus Nixon, 1943
- Spathius dissors Wilkinson, 1931
- Spathius dolon Nixon, 1943
- Spathius dolopes Nixon, 1943
- Spathius drymus Nixon, 1943
- Spathius echemus Nixon, 1943
- Spathius eclectes Nixon, 1943
- Spathius elaboratus Wilkinson, 1931
- Spathius elagabalus Nixon, 1943
- Spathius elegans Matthews, 1970
- Spathius elegantulus Belokobylskij & Maeto, 2009
- Spathius elicius Nixon, 1943
- Spathius elymus Nixon, 1943
- Spathius enigmatus Belokobylskij, 2009
- Spathius epaphus Nixon, 1943
- Spathius eridamus Nixon, 1943
- Spathius erigone Nixon, 1943
- Spathius erymanthus Nixon, 1943
- Spathius erythrocephalus Wesmael, 1838
- Spathius esakii Watanabe, 1945
- Spathius eunyce Nixon, 1943
- Spathius euthyradius Chao, 1978
- Spathius evansi Matthews, 1970
- Spathius evideus Chao, 1957
- Spathius exarator (Linnaeus, 1758)
- Spathius fasciatus Walker, 1874
- Spathius femoralis (Westwood, 1882)
- Spathius festus Nixon, 1943
- Spathius flavicornis Szepligeti, 1913
- Spathius floridanus Ashmead, 1893
- Spathius fragilis Nixon, 1943
- Spathius fukienensis Chao, 1957
- Spathius fukushimus Belokobylskij & Maeto, 2009
- Spathius fulvus Szepligeti, 1905
- Spathius fuscipennis Ashmead, 1905
- Spathius fuscotibialis Belokobylskij & Maeto, 2009
- Spathius gades Nixon, 1943
- Spathius gelleus Nixon, 1943
- Spathius generosus Wilkinson, 1931
- Spathius gentius Nixon, 1943
- Spathius gnom Belokobylskij & Maeto, 2009
- Spathius guamensis Nixon, 1943
- Spathius gylippus Nixon, 1943
- Spathius habui Belokobylskij & Maeto, 2009
- Spathius hainanensis Chao, 1977
- Spathius hebrus Nixon, 1943
- Spathius hecate Nixon, 1943
- Spathius helle Nixon, 1943
- Spathius hephaestus Nixon, 1943
- Spathius hikoensis Belokobylskij, 1998
- Spathius honestor (Say, 1829)
- Spathius honghuaensis Chen & Shi, 2004
- Spathius honshuensis Belokobylskij, 1998
- Spathius ibarakius Belokobylskij & Maeto, 2009
- Spathius imbecillus (Enderlein, 1912)
- Spathius impus Matthews, 1970
- Spathius insignis Granger, 1949
- Spathius insulicola Belokobylskij & Maeto, 2009
- Spathius interstitialis Belokobylskij & Maeto, 2009
- Spathius iphitus Nixon, 1943
- Spathius ishigakus Belokobylskij, 2009
- Spathius isocrates Nixon, 1943
- Spathius japenensis Nixon, 1943
- Spathius japonicus Watanabe, 1937
- Spathius javanicus Szepligeti, 1908
- Spathius konishii Belokobylskij, 2009
- Spathius kunashiri Belokobylskij, 1998
- Spathius kurandaensis Nixon, 1943
- Spathius labdacus Nixon, 1939
- Spathius laeviceps Brues, 1924
- Spathius laflammei Provancher, 1880
- Spathius lehri Belokobylskij, 1998
- Spathius leiopleurum Marsh & Strazanac, 2009
- Spathius leptoceras Cameron, 1908
- Spathius leptothecus Cameron, 1908
- Spathius leshii Belokobylskij, 1998
- Spathius leucippus Nixon, 1943
- Spathius libanius Nixon, 1943
- Spathius lignarius (Ratzeburg, 1852)
- Spathius lissus Nixon, 1943
- Spathius longduensis Chen & Shi, 2004
- Spathius longicornis Chao, 1978
- Spathius longicornis Statz, 1938
- Spathius longipetiolatus Ashmead, 1893
- Spathius longipetiolus Belokobylskij & Maeto, 2009
- Spathius longisetosus Belokobylskij & Maeto, 2009
- Spathius longus Chen & Shi, 2004
- Spathius lubomiri Austin & Jennings, 2009
- Spathius lucullus Nixon, 1943
- Spathius lunganjiding Chao, 1977
- Spathius lynceus Nixon, 1943
- Spathius macroradialis Statz, 1938
- Spathius maculosus Chen & Shi, 2004
- Spathius maderi Fahringer, 1930
- Spathius magnus Chao, 1978
- Spathius maichauensis Long & Belokobylskij, 2011
- Spathius manni Brues, 1918
- Spathius marshi Matthews, 1970
- Spathius matthewsi Deyrup, 1979
- Spathius medon Nixon, 1943
- Spathius melleus Brues, 1918
- Spathius melpomene Nixon, 1943
- Spathius merope Nixon, 1943
- Spathius metris Nixon, 1943
- Spathius metrodorus Nixon, 1943
- Spathius miletus Nixon, 1943
- Spathius mimeticus (Enderlein, 1912)
- Spathius minutissimus Szepligeti, 1908
- Spathius minutus Szepligeti, 1900
- Spathius moderabilis Wilkinson, 1931
- Spathius montivagans Chao, 1977
- Spathius moscus Nixon, 1943
- Spathius multigranulatus Belokobylskij, 2009
- Spathius multirugosus Belokobylskij & Maeto, 2009
- Spathius myrtilus Nixon, 1943
- Spathius nagoyaensis Belokobylskij & Maeto, 2009
- Spathius naisus Nixon, 1943
- Spathius nakaragawus Belokobylskij & Maeto, 2009
- Spathius nanpingensis Chao, 1977
- Spathius narses Nixon, 1943
- Spathius naupactus Nixon, 1943
- Spathius nearchoides Nixon, 1943
- Spathius nearchus Nixon, 1943
- Spathius neleus Nixon, 1943
- Spathius nigripetiolus Chao, 1978
- Spathius ninus Nixon, 1943
- Spathius nixoni Belokobylskij & Maeto, 2009
- Spathius nyctimene Nixon, 1943
- Spathius obesus (Enderlein, 1912)
- Spathius ochus Nixon, 1943
- Spathius ocyroe Nixon, 1943
- Spathius ogasawarus Belokobylskij & Maeto, 2008
- Spathius ohboshiensis Belokobylskij & Maeto, 2009
- Spathius okinawus Belokobylskij & Maeto, 2009
- Spathius olearus Nixon, 1943
- Spathius olynthus Nixon, 1943
- Spathius omiensis Chao, 1978
- Spathius omotodakus Belokobylskij, 2009
- Spathius opis Nixon, 1943
- Spathius ornatus (Nixon, 1943)
- Spathius pacoensis Long & Belokobylskij, 2011
- Spathius pallescens Belokobylskij & Maeto, 2009
- Spathius pallidus Ashmead, 1893
- Spathius pammelas Chao, 1978
- Spathius parachromus Chen & Shi, 2004
- Spathius paracritolaus Belokobylskij, 1996
- Spathius parafasciatus Belokobylskij & Maeto, 2009
- Spathius paramoenus Belokobylskij & Maeto, 2009
- Spathius parochus Belokobylskij & Maeto, 2009
- Spathius parvulus Matthews, 1970
- Spathius pasyphae Nixon, 1943
- Spathius pedestris Wesmael, 1838
- Spathius pedicularis Statz, 1936
- Spathius pedunculatus Cameron, 1910
- Spathius pelides Nixon, 1943
- Spathius pellitus Enderlein, 1912
- Spathius perdebilis Perkins, 1910
- Spathius periander Nixon, 1943
- Spathius persephone Nixon, 1943
- Spathius petiolatus (Spinola, 1808)
- Spathius petrinus (Scudder, 1877)
- Spathius phalanthus Nixon, 1943
- Spathius philippinensis Ashmead, 1904
- Spathius philoctetes Nixon, 1943
- Spathius philodemus Nixon, 1943
- Spathius philotas Nixon, 1943
- Spathius phymatodis Fischer, 1966
- Spathius pilosus Szepligeti, 1910
- Spathius piperis Wilkinson, 1931
- Spathius planus Belokobylskij, 1998
- Spathius pleuralis Szepligeti, 1914
- Spathius poecilopterus Chao, 1977
- Spathius poliorcetes Nixon, 1943
- Spathius polonicus Niezabitowski, 1910
- Spathius polydectes Nixon, 1943
- Spathius pompelon Nixon, 1943
- Spathius priapus Nixon, 1943
- Spathius priscus Nixon, 1943
- Spathius prodicus Nixon, 1943
- Spathius proxenus Nixon, 1943
- Spathius prusias Nixon, 1943
- Spathius psammathe Nixon, 1943
- Spathius psammenitus Nixon, 1943
- Spathius pseudaspersus Belokobylskij, 2009
- Spathius pumilio Belokobylskij, 2009
- Spathius punctatus Chen & Shi, 2004
- Spathius pyrrhus Nixon, 1943
- Spathius radialis Szepligeti, 1908
- Spathius radzayanus Ratzeburg, 1848
- Spathius reticulatus Chao & Chen, 1965
- Spathius rhamnus Nixon, 1943
- Spathius rhianus Nixon, 1943
- Spathius robustus Belokobylskij, 1998
- Spathius rubidus (Rossi, 1794)
- Spathius ruficeps (Smith, 1858)
- Spathius rufithorax Szepligeti, 1914
- Spathius rufobrunneus Granger, 1949
- Spathius rufotestaceus Motschoulsky, 1863
- Spathius rugoscutum Belokobylskij & Maeto, 2009
- Spathius rusticuloides Nixon, 1943
- Spathius rusticulus Wilkinson, 1931
- Spathius ryukyuensis Belokobylskij & Maeto, 2009
- Spathius sabahus Belokobylskij, 1995
- Spathius sabronensis Nixon, 1943
- Spathius sagaensis Belokobylskij & Maeto, 2009
- Spathius saharanpurensis Bano, 2004
- Spathius scotti Wilkinson, 1931
- Spathius sedulus Chao, 1977
- Spathius semele Nixon, 1943
- Spathius sequoiae Ashmead, 1889
- Spathius seres Nixon, 1943
- Spathius seriphus Nixon, 1943
- Spathius shennongensis Chen & Shi, 2004
- Spathius siculus Nixon, 1943
- Spathius silius Nixon, 1943
- Spathius similis Belokobylskij & Maeto, 2009
- Spathius simplex Belokobylskij & Maeto, 2009
- Spathius sinicus Chao, 1957
- Spathius solo Belokobylskij & Maeto, 2009
- Spathius spasskensis Belokobylskij, 1998
- Spathius spectabilis Granger, 1949
- Spathius spilopterus (Cameron, 1909)
- Spathius sterlingi Long & Belokobylskij, 2011
- Spathius stigmatus Matthews, 1970
- Spathius strandi Fahringer, 1930
- Spathius striaticeps (Cameron, 1909)
- Spathius strigatus Chen & Shi, 2004
- Spathius striolatus (Cameron, 1905)
- Spathius subanervis Long & Belokobylskij, 2011
- Spathius subtilis Chao, 1977
- Spathius sucro Nixon, 1943
- Spathius sugiurai Belokobylskij & Maeto, 2008
- Spathius sul Nixon, 1943
- Spathius sulmo Nixon, 1943
- Spathius sumatranus (Enderlein, 1912)
- Spathius sutshanicus Belokobylskij, 1998
- Spathius tahitiensis Nixon, 1943
- Spathius taiwanicus Belokobylskij, 1996
- Spathius tanycoleosus Shi & Chen, 2004
- Spathius tenedos Nixon, 1943
- Spathius tereus Nixon, 1943
- Spathius testaceitarsis (Cameron, 1908)
- Spathius testaceus Szepligeti, 1902
- Spathius thyas Nixon, 1943
- Spathius tityrus Nixon, 1943
- Spathius tramlapus Long & Belokobylskij, 2011
- Spathius trichiosomus Cameron, 1910
- Spathius tricolor Szepligeti, 1900
- Spathius tricoloratus Wilkinson, 1931
- Spathius trifasciatus Riley, 1873
- Spathius trochanteratus Szepligeti, 1914
- Spathius troilus Nixon, 1943
- Spathius trophonius Nixon, 1943
- Spathius tros Nixon, 1943
- Spathius tsukubaensis Belokobylskij & Maeto, 2009
- Spathius tsushimus Belokobylskij, 2009
- Spathius turneri Nixon, 1943
- Spathius tutuilensis Fullaway, 1940
- Spathius tydeus Nixon, 1943
- Spathius typhon Nixon, 1943
- Spathius udaegae Belokobylskij, 1994
- Spathius ulpianus Nixon, 1943
- Spathius umbratus (Fabricius, 1798)
- Spathius uradanicus Belokobylskij & Maeto, 2009
- Spathius urios Nixon, 1943
- Spathius vahalis Nixon, 1943
- Spathius variipes Szepligeti, 1905
- Spathius verustus Chao, 1977
- Spathius vesevus Nixon, 1943
- Spathius vindicius Nixon, 1943
- Spathius virbius Nixon, 1943
- Spathius vladimiri Belokobylskij, 1998
- Spathius voltur Nixon, 1943
- Spathius vulnificus Wilkinson, 1931
- Spathius vulturnus Nixon, 1943
- Spathius wichmanni Fahringer, 1930
- Spathius wusheensis Belokobylskij, 1996
- Spathius wuyiensis Chen & Shi, 2004
- Spathius xanthippus Nixon, 1943
- Spathius yinggenensis Chao, 1977
- Spathius yonagunicus Belokobylskij & Maeto, 2009
- Spathius yunnanensis Chao, 1977
- Spathius zagreus Nixon, 1943
- Spathius zamus Nixon, 1943